# Jakob the Liar
Jakob the Liar är en amerikansk dramafilm från 1999 i regi av Peter Kassovitz. Filmen är baserad på boken med samma namn av Jurek Becker. I huvudrollerna ses Robin Williams, Alan Arkin, Liev Schreiber, Hannah Taylor-Gordon och Bob Balaban. Filmen utspelar sig 1944 i ett getto i det ockuperade Polen under Förintelsen och berättar historien om en polsk-judisk affärsman vid namn Jakob Heym som försöker höja moralen i gettot genom att berätta historier om att han har lyssnat på en radio. Filmen är en nyinspelning av Jakob der Lügner från 1974.

## Rollista i urval
- Robin Williams - Jakob Heym
- Alan Arkin - Frankfurter
- Bob Balaban - Kowalsky
- Liev Schreiber - Mischa
- Armin Mueller-Stahl - Dr. Kirschbaum
- Hannah Taylor-Gordon - Lina Kronstein
- Mark Margolis - Fajngold
- Michael Jeter - Avron